# Islas Near
Las islas Near (del inglés: 'Near Islands') son un grupo de pequeñas islas de Estados Unidos localizadas en la parte occidental del archipiélago de las islas Aleutianas. Administrativamente, pertenecen al Área censal de Aleutians West del estado de Alaska.
Las más grandes de las islas Near son Attu y Agattu. Además de algunos islotes en el canal entre Attu y Agattu, las otras islas importantes son las islas Semichi al nordeste de las primeras, entre las que destacan Alaid, Nizki y Shemya. A unas 20 millas al sureste de Shemya se encuentran unos pequeños arrecifes rocosos conocidos como Ingenstrem Rocks. La superficie total de todas las islas Near es de 1.143,785 km², y su población total es de 47 personas (2000). Las únicas islas pobladas son Shemya y Attu.
Las islas fueron bautizadas como Near (cercanas) por exploradores rusos a principios del siglo XVIII, debido a que eran las islas aleutianas más próximas a Rusia. De hecho, se encuentran más próximas a Rusia que a Alaska en sí.